# آرون بيركارد
آرون بيركارد (بالإنجليزية: Aaron Burckhard)‏ (ولد في 14 نوفمبر عام 1963) هو موسيقي أمريكي الذي كان أول عازف طبول تم جذبه من كيرت كوبين وكريست نوفوسيلك للعزف في ما سيصبح قريباً فرقة الروك نيرفانا.

## مع نيرفانا
يمكن سماع عزف الطبول لبيركارد في أول قرص تصدره نيرفانا ويز ذا لايتس أوت. قام بيركارد بالعزف في أول عرض حي للفرقة عام 1987.

## روابط خارجية
- آرون بيركارد على موقع IMDb (الإنجليزية)
- آرون بيركارد على موقع ميوزك برينز (الإنجليزية)
- آرون بيركارد على موقع ديسكوغز (الإنجليزية)